# Phyllocnistis meliacella
Phyllocnistis meliacella (tên tiếng Anh: Mahogany Leaf Miner) là một loài loài bướm thuộc họ Gracillariidae. Loài này có ở Costa Rica, tuy nhiên cũng thấy có ở Florida.
Ấu trùng ăn các loài Meliaceae.